# Dansen paa Koldinghus
Dansen paa Koldinghus er en dansk stum melodramafilm fra 1908 produceret af Nordisk Films Kompagni og instrueret af Viggo Larsen. 
Filmen er baseret på Holger Drachmanns skuespil fra 1895 af samme navn. 

## Handling
En romance mellem en ung adelskvinde og en ung håndværker ender dramatisk med, at den unge mand tages til fange og halshugges. Kvinden overværer henrettelsen gennem et vindue og af sorg og desperation danser hun sig til døde.

## Medvirkende
- Viggo Larsen
- Clara Nebelong
- Robert Storm Petersen
- Gustav Lund